# Just Dance 2026 Edition
Just Dance 2026 Edition es un videojuego de ritmo desarrollado y publicado por Ubisoft. Se dio a conocer el 17 de julio de 2025, por error, en el tablón de anuncios de Nintendo Switch en la región de Japón, sin anuncio oficial por parte de Ubisoft. Dos semanas después, fue anunciado oficialmente durante la presentación de Nintendo Direct el 31 de julio de 2025. El título es la decimoséptima entrega de la serie Just Dance y el cuarto paquete de canciones anual después de sus predecesores Just Dance 2023 Edition, Just Dance 2024 Edition y Just Dance 2025 Edition. El videojuego se lanzará el 14 de octubre de 2025 para Nintendo Switch, Nintendo Switch 2, PlayStation 5 y Xbox Series X/S.

## Modo de juego
Como en las anteriores entregas, el jugador tiene que seguir al entrenador de la pantalla como si este fuera su reflejo en un espejo.
La interfaz de usuario del juego es igual a la de Just Dance 2025 Edition, ya que forman parte del mismo juego base, y a partir de ahora los lanzamientos anuales funcionan como paquetes de canciones que se añaden al juego cuando son adquiridas. Independientemente de si tienes o no la edición de 2023, 2024, 2025 o 2026 todos los jugadores se conectan a la misma plataforma y pueden jugar juntos en linea.                                 
Este juego al igual que sus predecesores(Just Dance 2023 Edition,Just Dance 2024 Edition,Just Dance 2025 Edition)incluye la opción de conectar el teléfono a través de la aplicación de just dance controller para usarlo como mando o como   cámara detectar tus movimientos(en Xbox Series X y Series S y PlayStation 5 es la única forma de jugar).  

## Lista de canciones
Anunciado el 17 de julio de 2025, por error en el tablón de anuncios japonés de Nintendo Switch, se confirma que las siguientes 40 canciones son las que trae el paquete de canciones de Just Dance 2026 Edition que se incorporarán al juego base una vez comprado:
| Canción        | Artista           | Año  | Modo     | Dificultad | Intensidad | Bailarín(a/es/as) |
| -------------- | ----------------- | ---- | -------- | ---------- | ---------- | ----------------- |
| All Star       | Smash Mouth       | 1999 | Cuarteto | PA         | PA         | ♀/♂/♂/♂           |
| APT.           | ROSÉ & Bruno Mars | 2024 | PA       | PA         | PA         | PA                |
| Counting Stars | OneRepublic       | 2013 | Solo     | PA         | PA         | ♂                 |
| Houdini        | Dua Lipa          | 2023 | Solo     | PA         | PA         | ♀                 |
| Hung Up        | Madonna           | 2005 | Trío     | PA         | PA         | ♂/♀/♂             |

## Versiones Alternativas
Just Dance 2026 Edition también se compone de las siguientes rutinas alternativas de los sencillos principales:
| Canción | Artista           | Año  | Nombre          | Modo | Dificultad | Intensidad | Bailarín(a/es/as) |
| ------- | ----------------- | ---- | --------------- | ---- | ---------- | ---------- | ----------------- |
| APT.    | ROSÉ & Bruno Mars | 2024 | Versión Grafiti | Solo | PA         | PA         | ♀                 |

## Just Dance+
Just Dance®+ es un servicio de streaming de pago que da acceso a un catálogo en constante crecimiento con acceso a las canciones de las ediciones anteriores, nuevas canciones a lo largo de todo el año y ventajas exclusivas cada temporada. Para acceder al servicio necesitas poseer al menos una de las ediciones desde Just Dance 2023 Edition en adelante.

#### Canciones Exclusivas
Esta es la lista de canciones exclusivas que se suman al catálogo principal a través de este servicio: